# Fikri Tijarti
Fikri Tijarti né en 1982 à Amsterdam est un kick-boxeur néerlando-marocain.
Fikri Tijarti est considéré comme l'un des kick-boxeurs avec le plus grand palmarès de l'histoire du muay thaï aux Pays-Bas, remportant plus de dix titres de champions du monde au cours de sa carrière qui dure moins de dix ans. Il est le grand frère de Zakaria Tijarti.

## Biographie
Fikri Tijarti naît à Amsterdam dans une famille marocaine de Al Hoceïma. Fikti Tijarti remporte plusieurs titres de champion du monde au cours de sa carrière. Il commence le kickboxing à l'âge de quatorze ans. Il grimpe rapidement les échelons jusqu'à devenir professionnel, choisissant de combattre sous le drapeau marocain et remportant dans sa première année pro le titre de champion du monde à l'âge de dix-neuf ans en 1995 à Bangkok en Thaïlande.
Sa carrière professionnelle en kickboxing dure moins de dix ans, remportant en total 18 autres titres de champion du monde. Il arrête le sport de combat à son meilleur niveau pour se consacrer dans d'autres domaines dans le sport. Il organise plusieurs événements 'Fight League' aux Pays-Bas et à l'étranger. Fikri est désormais entraîneur à Amsterdam et entraîne également son petit frère Zakaria Tijarti.

## Palmarès
- 1995: Gold Medal Amateur World Thai boxing Champion 125.4pounds (Bangkok, Thailand);
- 1996: Prof Europeans Thai Boxing Champion 134.2pounds (Amsterdam, Holland);
- 1996: Silver Second Amateur World Thai Boxing Champion 125.4pounds (Bangkok, Thailand);
- 1996: Holland Thai Boxing Champion prof 125.4pounds (Amsterdam, Holland);
- 1997: Prof European Thai boxing Champion 134.2pounds (Amsterdam, Holland);
- 1998: Prof European Thai Boxing Champion 134.2pounds (Amsterdam, Holland);
- 1999: Gold Medal Amateur World Thai Boxing Champion 145.2pounds (Milan, Italy);
- 1999: Prof Europeans Thai Boxing Champion 145.2pounds (Amsterdam, Holland);
- 2000: Prof World Title Thai Boxing Champion 145.2pounds (Amsterdam, Holland);
- 2001: Prof World Title Thai Boxing Champion 145.2pounds (Rotterdam, Holland);
- 2002: Prof World Title Thai Boxing Champion 145.2pounds (Amsterdam, Holland);
- 2003: Prof World Title Thai Boxing Champion 145.2pounds (Marrakesh, Morocco);
- 2003: Prof World Thai Boxing Champion 154pounds (Tokyo Japan);
- 2004: Prof Shoot Boxing Champion 154pounds (Tokyo, Japan);
- 2004: Prof World Thai Boxing Champion 147.4pounds (Amsterdam, Holland);
- 2005: Prof World Thai Boxing Champion 145.2pounds (Amsterdam, Holland);
- 2005: Prof World Thai Boxing Champion 154pounds (Rabat, Morocco)[6];
- 2005: Prof World Thai Boxing Champion 145.2Pounds (California, United States);
- 2006: Prof World Title Thai Boxing Champion 147.4pounds (Rabat, Morocco).

### Documentaires et reportages
- [vidéo] Wereldstad: Vier broers helpen broertje naar top kickboksen, court-métrage à propos des frères Tijarti sur AT5